# Skrymdensitet
Skrymdensitet är kvoten mellan total massa och total volym. Det används för granulära material.  I skrymdensiteten inräknas materialets totala volym men även mellanrummet mellan materialets partiklar, samt volymen av öppna och slutna porer i materialet. Det vill säga skrymdensitet omfattar även porösa material. I förekommande fall kan även mellanrumsvatten ingå i totala volymen. Skrymdensitet kan bestämmas enligt standardiserat förfarande. Om vattenmasan borträkas anges resultatet som torr skrymdensitet. I det standardiserade förfarande ska volymmätkärlets inre mått vara väsentligt större än det granulära materialets partikelmått.
Skrymdensiteten blir lägre än kompaktdensiteten för porösa material. För ämnen som inte är porösa är korn- och kompaktdensitet lika stora.
Ett mått på skrymdensiteten är till hjälp för bedömning hur stor massa som kan rymmas inom en given volym. 